# Sven-Göran Eriksson
Sven-Göran Eriksson ([ˈsvɛn ˈjœː.ˈran ˈeːrɪk.ˈsɔn] ; Sunne, 5 febbraio 1948 – Sunne, 26 agosto 2024) è stato un allenatore di calcio e dirigente sportivo svedese.
Noto con il diminutivo di Svennis, nei suoi oltre quarant'anni di carriera è divenuto l'unico ad aver centrato il double, costituito dalla vittoria del campionato e della coppa federale nello stesso anno, in tre paesi diversi: Svezia, Portogallo e Italia. In queste tre federazioni calcistiche vanta un totale di cinque campionati (tra cui lo scudetto laziale nel 2000) e dieci tra coppe e supercoppe federali. In quest'ambito ha vinto quattro volte la Coppa Italia (con Roma, Sampdoria e Lazio – due volte): una in meno di Massimiliano Allegri, detentore del record, ed a pari merito con Roberto Mancini.
La vittoria di una coppa nazionale con tre squadre diverse costituisce a sua volta un record – ancora condiviso con Mancini –, ed è l'unico allenatore ad averne vinte due con due squadre della stessa città (Roma).
In ambito europeo ha condotto la Lazio alla vittoria in Coppa delle Coppe e Supercoppa UEFA (perdendo anche una finale di Coppa UEFA), e l'IFK Göteborg al successo in Coppa UEFA. Col Benfica ha disputato una finale di Coppa UEFA e una di Coppa dei Campioni, quest'ultima persa di misura contro il Milan di Arrigo Sacchi. È l'allenatore con il maggior numero di presenze nelle competizioni internazionali sulla panchina della Lazio (43).
Nel 2001 è diventato commissario tecnico della nazionale inglese, ruolo che ha ricoperto fino al 2006, guidando la squadra fino ai quarti nei Mondiali 2002 e 2006 e agli Europei 2004. Dopo una breve esperienza nel campionato inglese, e una sulla panchina della Nazionale messicana, ha guidato la Costa d'Avorio ai Mondiali 2010, per poi tornare ad allenare in Inghilterra nel campionato di seconda divisione. Nella parte finale della carriera ha guidato alcuni club del campionato cinese e per un breve periodo anche la Nazionale filippina nella Coppa d'Asia 2019.

## Biografia
Sven-Göran Eriksson è nato a Sunne ed è cresciuto a Torsby, nella contea di Värmland, dove molti, come lui, discendono da famiglie finlandesi emigrate decenni prima in quella zona. Suo padre, anche lui di nome Sven, era un conducente di autobus e sua madre, Ulla, lavorava in un negozio di tessuti; il nucleo familiare era completato dal fratello minore Lars-Erik.
Aveva due figli, Johan e Lina, nati dal matrimonio con Ann-Christine Pettersson, dalla quale divorzia nel 1994. Nell'autunno del 1997 il tecnico svedese conosce l'avvocata italoamericana Nancy Dell'Olio, con la quale inizia una lunga relazione, ma dopo i vari flirt che ha avuto tra le altre con l'attrice Debora Caprioglio, la conduttrice televisiva svedese Ulrika Jonsson e poi con la segretaria della Federazione calcistica inglese, Faria Alam, Eriksson e la Dell'Olio chiudono la loro storia nell'agosto 2007.
Nel novembre 2013 ha pubblicato il suo libro autobiografico, dal titolo Sven: My Story.
Nel gennaio 2024, durante un'intervista alla radio svedese SR P1, rende noto di avere un tumore del pancreas in fase terminale, dichiarando di avere "nel migliore dei casi" ancora un anno di vita.
La piattaforma streaming Prime Video gli ha dedicato un documentario dal titolo Sven, disponibile al pubblico qualche settimana prima della sua scomparsa. 
È morto il 26 agosto 2024, all’età di 76 anni, a seguito dell'aggravarsi della malattia.

## Caratteristiche tecniche

### Allenatore
Nel corso della sua carriera Eriksson, che agli inizi si ispirò a Tord Grip, suo ex compagno di squadra e allenatore, che prediligeva lo stile di calcio all'inglese che Bob Houghton e Roy Hodgson avevano introdotto nelle loro esperienze nel campionato svedese, ha adottato principalmente moduli di gioco quali il 4-4-2, visto e apprezzato fin dai primi successi con l'IFK Göteborg, e spesso riproposto nelle sue esperienze successive, fino al 4-5-1, messo in pratica a partire dal terzo anno alla Lazio; Eriksson basa il proprio sistema di gioco sulla squadra corta e su una fitta trama di passaggi, caratterizzando l'applicazione dei criteri basilari del gioco a zona, massimizzando piuttosto il ruolo del pressing e l'uso delle fasce, esaltando le doti fisiche e temperamentali dei propri calciatori.
I principi di gioco di Svennis sono stati ripresi da numerosi suoi ex giocatori divenuti poi allenatori di successo, tra cui Simone Inzaghi, Diego Simeone, Roberto Mancini e Matías Almeyda.

## Carriera

### Giocatore
Ha giocato, nel ruolo di terzino, nelle serie minori svedesi con le maglie di Torsby IF, SK Sifhälla, KB Karlskoga e Västra Frölunda. Ha tuttavia smesso di giocare a calcio nel 1975 a soli 27 anni, a seguito di un grave infortunio al ginocchio.

### Allenatore

#### Degerfors, IFK Göteborg e Benfica
La sua carriera da allenatore inizia nel gennaio 1976, quando a 27 anni approda al Degerfors, inizialmente come vice di Tord Grip, suo ex compagno di squadra e allenatore ai tempi del KB Karlskoga, poi, a distanza di un anno, come primo allenatore. Dopo appena due stagioni e la vittoria della Division 3, viene chiamato ad allenare l'IFK Göteborg.
Nelle prime due stagioni vince una Coppa di Svezia, ma è nel terzo anno che si impone all'attenzione dell'intera Europa calcistica centrando l'accoppiata campionato-coppa nazionale e guidando la formazione svedese in finale di Coppa UEFA, contro i tedeschi dell'Amburgo: nonostante il Göteborg non partisse con i favori del pronostico, la squadra di Svennis si impose con il punteggio complessivo di 4-0 (tra andata e ritorno), completando il treble. Quello con l'Amburgo è un successo storico per tutto il paese poiché, per la prima volta, una squadra svedese si impone in una competizione internazionale. A seguito di questa stagione Eriksson lascia il Göteborg per approdare al blasonato club portoghese del Benfica.
Nel primo anno (1982-1983) alla guida del Benfica il tecnico svedese non dimostra problemi di adattamento, riuscendo subito a vincere la Primeira Liga e la Coppa di Portogallo, e portando la propria squadra alla doppia finale di Coppa UEFA, persa contro i belgi dell'Anderlecht. Nell'anno successivo la sua squadra vince di nuovo il campionato, completando un biennio durante il quale perde solo tre partite, con la quota di vittorie pari al 76%. Sull'onda di questi successi approda quindi nel campionato italiano.

#### Esperienze in Italia e ritorno al Benfica

Eriksson sulla panchina della nella stagione 1987-1988

Il 3 luglio 1984 diventa direttore tecnico della Roma. Al suo secondo anno coi giallorossi va vicino alla conquista dello scudetto con un'esaltante rimonta ai danni della Juventus di Giovanni Trapattoni, raggiunta nella terz'ultima giornata, che viene però compromessa da una sconfitta per 3-2 in casa col già retrocesso Lecce nel penultimo turno di campionato. Rimane nella capitale anche la stagione successiva, rassegnando le dimissioni il 5 maggio 1987; nel triennio romanista vincerà comunque la Coppa Italia 1985-1986.
Il 2 giugno 1987 diventa direttore tecnico della Fiorentina, che guida per il successivo biennio con risultati discreti. Lascia la società toscana il 30 giugno 1989, dopo settimane di aperta polemica per il ridimensionamento tecnico deciso dalla proprietà Pontello.
Decide così di tornare sulla panchina del Benfica, rimanendovi stavolta per un triennio (1989-1992). Vince per la terza volta il campionato portoghese e conquista la Supercoppa di Portogallo, inoltre nella stagione 1989-1990 la sua compagine raggiunge la finale di Coppa dei Campioni dove si trova di fronte il Milan di Arrigo Sacchi, che si era già imposto nella precedente edizione: stavolta Eriksson non riesce a ripetere l'exploit del Göteborg e la sua squadra si arrende ai favoriti rossoneri, seppur per un solo gol (0-1).

Da sinistra: Eriksson alla guida della nel 1995, con i suoi calciatori Mancini, Karembeu, Seedorf e Mihajlović, qui in uno scatto a favore della causa di Greenpeace

Il 1º luglio 1992 lo svedese torna in Italia come direttore tecnico della Sampdoria. Rimane a Genova per cinque anni, vivendo il tramonto dell'era Mantovani: vince la Coppa Italia 1993-1994 e ottiene, nella medesima annata, un quarto posto come miglior risultato in campionato.

#### Lazio
Il 3 giugno 1997 da Genova approda nuovamente a Roma, stavolta sulla sponda Lazio, portandosi dietro il pupillo Roberto Mancini. L'obiettivo del presidente laziale Sergio Cragnotti è quello di costruire una squadra che possa competere ai massimi livelli. Al primo anno Eriksson si piazza settimo in campionato e vince quattro derby su quattro (record celebrato con apposita targa al Centro sportivo di Formello). In Coppa Italia la Lazio approda alla finale, dove affronta il Milan: i rossoneri vincono per 1-0 la partita di andata a San Siro e si portano in vantaggio nella partita di ritorno a Roma, andando a segno al primo minuto del secondo tempo. La Lazio, tuttavia, ribalta completamente in undici minuti la situazione, riuscendo a vincere per 3-1 e ad aggiudicarsi la seconda Coppa Italia della sua storia e il primo trofeo dell'era Cragnotti. Pochi giorni dopo la Lazio, al Parco dei Principi di Parigi, disputa la seconda finale europea della propria storia (la prima distava circa 61 anni, nella Coppa dell'Europa Centrale 1937), affrontando l'Inter di Gigi Simoni nell'ultimo atto della Coppa UEFA 1997-1998: il club milanese si imporrà per 3-0.

Eriksson alla nel 1997

La seconda annata di Eriksson alla Lazio (1998-1999) si apre con la Supercoppa italiana vinta al delle Alpi di Torino per 1-2 contro la Juventus. Dopo un inizio di campionato non brillante, anche a causa dei lunghi infortuni patiti in quel periodo dal capitano Alessandro Nesta e dall'attaccante Christian Vieri, la Lazio si proietta in testa alla classifica, ma un calo nel finale di stagione permetterà la rimonta del Milan di Alberto Zaccheroni, che grazie a sette vittorie consecutive nelle ultime sette giornate si imporrà per un punto. In Coppa delle Coppe la Lazio centrerà la sua seconda finale europea consecutiva. A Birmingham gli avversari sono gli spagnoli del RCD Maiorca, sconfitti per 2-1. Si tratta del secondo successo europeo per Eriksson, il primo per la Lazio, proprio nell'ultima edizione della Coppa delle Coppe.
La stagione 1999-2000 si apre con la finale di Supercoppa UEFA a Montecarlo, la sesta internazionale per lo svedese. L'avversaria è il Manchester United di Alex Ferguson, che due mesi prima aveva vinto Champions League, Premier League e FA Cup, guadagnandosi l'appellativo di Invincibili. La Lazio si aggiudica il prestigioso trofeo grazie a una rete di Marcelo Salas nel primo tempo, raggiungendo per alcune settimane il primo posto assoluto nel ranking mondiale per club. In campionato la Lazio parte bene e mantiene la testa della classifica per buona parte del girone d'andata. Da gennaio a marzo rallenta vistosamente, il che permette alla Juventus di andare in testa e di allungare fino a +9. La vittoria nel derby e la contemporanea caduta dei bianconeri contro il Milan porta la compagine laziale a -6 dalla squadra di Carlo Ancelotti. La domenica successiva un gol di Diego Simeone decide lo scontro diretto a Torino contro la Juve. La Lazio si porta a -3, lanciandosi in una rimonta testa a testa fino all'ultima giornata, che si concluderà col titolo di Campioni d'Italia proprio nell'anno del centenario della società romana. Il successo del club biancoceleste interrompe il dominio Milan-Juventus in campionato, che durava ormai da ben nove anni. Pochi giorni dopo il titolo, la vittoria in Coppa Italia fa diventare la Lazio la quarta squadra nella storia del calcio italiano a centrare l'accoppiata campionato-Coppa Italia nella stessa stagione.
L'inizio del quarto anno di Eriksson alla guida delle aquile vede la vittoria in Supercoppa italiana ai danni dell'Inter: sarà il suo ultimo trionfo alla guida della società capitolina. Di lì a poco infatti, lo svedese comunica di aver accettato la guida della nazionale inglese, iniziando a dividersi tra i due incarichi. La situazione sembra turbare l'ambiente della squadra, che nel nuovo campionato non si esprime al massimo delle sue potenzialità. Ciò lo porterà, il 9 gennaio 2001, a dimettersi. Lascia una formazione che in poco più di tre anni ha condotto al successo in Campionato, in Coppa Italia, in Supercoppa italiana, in Coppa delle Coppe e in Supercoppa UEFA.

#### Nazionale inglese
Nell'autunno 2000, il tecnico accetta la proposta della Football Association di guidare la Nazionale inglese; l'accordo originario prevedeva il suo insediamento a partire dal luglio 2001, ma il rapporto ha inizio già a gennaio per via delle dimissioni dalla Lazio. Conduce la squadra d'oltre Manica alla qualificazione al Mondiale 2002, distinguendosi in particolare per la vittoria (5-1) contro la Germania. Il primo turno della fase finale viene superato con 5 punti, frutto di un successo contro l'Argentina e dei pareggi con Nigeria e Svezia; dopo aver battuto facilmente la Danimarca negli ottavi, la formazione si arrende nei quarti al Brasile di Scolari.
L'allenatore brasiliano sconfigge lo svedese anche agli Europei 2004, sedendo sulla panchina dei padroni di casa lusitani; l'Inghilterra approda ai quarti dopo aver vinto due partite su tre del girone eliminatorio, grazie soprattutto ai gol dell'astro nascente Rooney. La sfida con il Portogallo si trascina sino ai supplementari sul risultato di 2-2, prima che i rigori condannino gli inglesi all'eliminazione. Eriksson viene confermato alla guida della Nazionale, incontrando però il disappunto della stampa. Il commissario tecnico viene preso di mira dopo la sconfitta con l'Irlanda del Nord, nell'incontro valido per le qualificazioni ai Mondiali tedeschi. La squadra consegue poi l'accesso al torneo, ma il rapporto con i media si incrina ulteriormente all'inizio del 2006. Già prima della competizione, viene annunciato l'addio alla Nazionale al termine della rassegna iridata. Anche in quest'occasione, l'Inghilterra viene eliminata ai rigori (e sempre nei quarti di finale) dal Portogallo di Scolari. Subito dopo la partita, Eriksson si dimette dall'incarico.
Il lustro sulla panchina inglese fu segnato da numerose critiche, rivoltegli principalmente dalla stampa che diffondeva notizie sulla sua relazione con Nancy Dell'Olio.

#### Manchester City

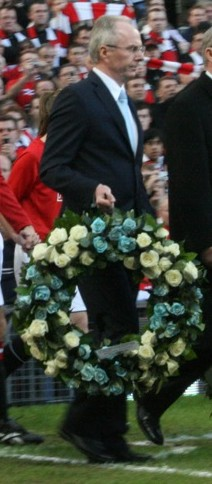
Eriksson al nel 2008, durante un derby all'Old Trafford, mentre rende omaggio alle vittime del disastro aereo di Monaco di Baviera nel cinquantenario della ricorrenza

A un anno esatto dalla fine della sua avventura alla guida della nazionale inglese, Eriksson torna ad allenare. Il 26 giugno 2007 il nuovo proprietario della squadra inglese del Manchester City, il magnate thailandese Thaksin Shinawatra, lo ingaggia infatti alla guida del suo club. Nonostante una campagna acquisti imponente, la squadra conclude la stagione al nono posto, qualificandosi per la Coppa UEFA solamente grazie al primo posto della classifica Fair Play della UEFA. Il rapporto tra il City ed Eriksson si concluderà di comune accordo il 2 giugno 2008, provocando però lo scontento dei tifosi che organizzano una campagna SOS (Save our Sven) per trattenere il tecnico. Tentativo che però risulterà vano.

#### Nazionali messicana e ivoriana
A cavallo tra le due esperienze inglesi, Eriksson torna ad allenare una Nazionale; il 3 giugno 2008 sostituisce Hugo Sánchez alla guida della selezione messicana. Dopo una serie di risultati negativi, tra cui una sola vittoria nelle ultime sette partite di qualificazione a Sudafrica 2010, il 2 aprile 2009 viene licenziato dalla federazione.
Eriksson prenderà comunque parte alla competizione iridata diventando il 28 marzo 2010 tecnico della Costa d'Avorio, ancora senza un allenatore per i Mondiali sudafricani dopo il licenziamento del bosniaco Vahid Halilhodžić. La squadra non passa il primo turno. Il 2 agosto lascia così l'incarico da CT della compagine africana.

#### Leicester City
Il 3 ottobre 2010 firma per la squadra inglese del Leicester City, andando a sostituire il partente Paulo Sousa. Il 24 ottobre 2011 viene esonerato dalla dirigenza delle Foxes per il negativo inizio di campionato nella stagione 2011-2012.

#### Esperienze in Cina

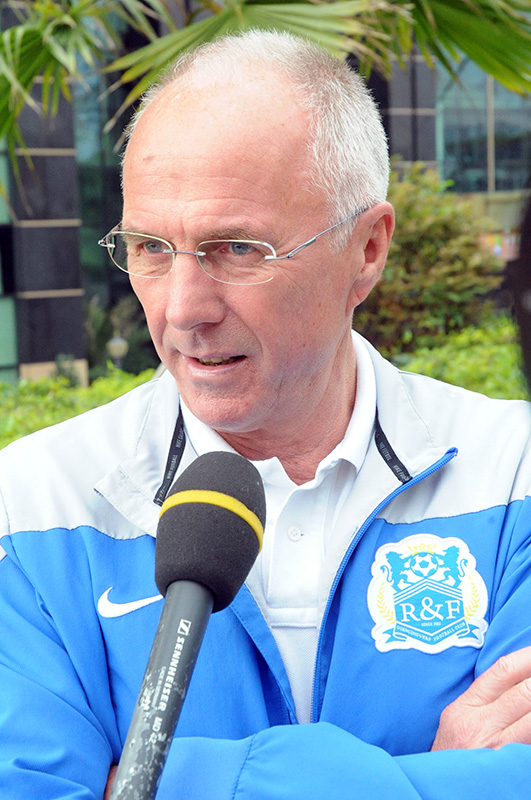
Svennis al nel 2014

Il 4 giugno 2013, dopo un periodo di inattività e aver intrapreso esperienze dirigenziali, Eriksson torna in panchina divenendo tecnico della squadra cinese del Guangzhou R&F portandolo all'8º posto nella Chinese Super League; l'anno seguente arriva 3º. L'11 novembre 2014 viene esonerato.
Il 18 novembre 2014 diventa allenatore del club cinese dello Shanghai SIPG, piazzandosi 2º nella Chinese Super League 2015 a due punti dal Guangzhou Evergrande. L'anno seguente arriva 3º e il 4 novembre 2016 viene sostituito dal portoghese André Villas-Boas.
Il 5 dicembre viene chiamato a sostituire l'olandese Clarence Seedorf sulla panchina dello Shenzhen, club della seconda divisione cinese. Inizia con cinque vittorie di fila ma nelle successive otto partite non arriva alcun successo e la squadra scivola dal 1º al 4º posto e così il 13 giugno 2017 viene esonerato.

#### Nazionale filippina
Il 27 ottobre 2018 il tecnico svedese accetta la proposta della Federazione calcistica delle Filippine di guidare la nazionale filippina in vista del campionato dell'ASEAN del 2018 e della Coppa d'Asia 2019. Viene esonerato il 25 gennaio 2019 dopo tre sconfitte di fila nella rassegna continentale.

### Dirigente

#### Notts County
Il 22 luglio 2009, Eriksson è stato nominato direttore generale del Notts County, squadra inglese di quarta serie. Lo stratega svedese accetta con entusiasmo la nuova avventura dirigenziale, affascinato dai progetti ambiziosi della nuova società che ha rilevato il club bianconero. La bontà di tale progetto è testimoniata dagli acquisti di calciatori del calibro di Sol Campbell e Kasper Schmeichel, anche se il primo disputerà una sola gara in maglia bianconera e il secondo verrà ceduto a fine stagione.
Il 12 febbraio 2010, vista la grave crisi finanziaria susseguente a una gestione poco oculata della proprietà del Notts County, Eriksson si dimette dall'incarico dopo che il nuovo patron dei Magpies, l'inglese Ray Trew, decide di intraprendere una politica gestionale basata sul risanamento economico. Il manager svedese, per agevolare il passaggio della società a Trew, rinuncerà alla maggior parte dei suoi crediti verso il Notts County. Il nuovo patron definì pubblicamente Eriksson come un "absolute gentleman". Malgrado un'annata vissuta tra numerose difficoltà, la squadra che aveva allestito Eriksson otterrà la promozione in terza divisione.

#### BEC Tero Sasana
Il 3 settembre 2012 viene nominato direttore tecnico della squadra thailandese del BEC Tero Sasana, formazione di Thai Premier League, divenendo inoltre responsabile dell'intera pianificazione strategica del club di Bangkok. L'esperienza dirigenziale col club thailandese terminerà solo qualche mese più tardi.

#### Al-Nasr
Il 21 gennaio 2013, Eriksson decide di accettare il ruolo come direttore tecnico dell'Al-Nasr, formazione di UAE Pro-League, ovvero il massimo campionato degli Emirati Arabi Uniti, che in panchina è guidata dall'allenatore italiano Walter Zenga, suo ex giocatore ai tempi della Sampdoria. Il 3 giugno dello stesso anno però rassegna le sue dimissioni dall'incarico.

#### IF Karlstad Fotboll
Il 6 dicembre 2022, l'IF Karlstad Fotboll (squadra militante nella terza serie svedese) annuncia che Eriksson, già consulente per il club, avrebbe assunto la carica di nuovo direttore sportivo. Poco più di due mesi e mezzo dopo, il 23 febbraio 2023, Eriksson rende noto di essersi dimesso temporaneamente dai suoi incarichi e di aver deciso di ridurre le proprie apparizioni pubbliche a causa di problemi di salute.

## Statistiche

### Statistiche da allenatore

#### Club
In grassetto le competizioni vinte.
| Stagione              | Squadra               | Campionato            | Campionato | Campionato | Campionato | Campionato | Coppe nazionali | Coppe nazionali | Coppe nazionali | Coppe nazionali | Coppe nazionali | Coppe continentali | Coppe continentali | Coppe continentali | Coppe continentali | Coppe continentali | Altre coppe | Altre coppe | Altre coppe | Altre coppe | Altre coppe | Totale | Totale | Totale | Totale | % Vittorie | Piazzamento |
| Stagione              | Squadra               | Comp                  | G          | V          | N          | P          | Comp            | G               | V               | N               | P               | Comp               | G                  | V                  | N                  | P                  | Comp        | G           | V           | N           | P           | G      | V      | N      | P      | %          | Piazzamento |
| --------------------- | --------------------- | --------------------- | ---------- | ---------- | ---------- | ---------- | --------------- | --------------- | --------------- | --------------- | --------------- | ------------------ | ------------------ | ------------------ | ------------------ | ------------------ | ----------- | ----------- | ----------- | ----------- | ----------- | ------ | ------ | ------ | ------ | ---------- | ----------- |
| 1977                  | Degerfors             | D3                    | 22+3       | 19+1       | 1          | 2+2        | -               | -               | -               | -               | -               | -                  | -                  | -                  | -                  | -                  | -           | -           | -           | -           | -           | 25     | 20     | 1      | 4      | 80,00      | 1º          |
| 1978                  | Degerfors             | D3                    | 22+3       | 17+3       | 3          | 2          | CS              | 2               | 1               | 0               | 1               | -                  | -                  | -                  | -                  | -                  | -           | -           | -           | -           | -           | 27     | 21     | 3      | 3      | 77,78      | 1º (prom.)  |
| Totale Degerfors      | Totale Degerfors      | Totale Degerfors      | 44+6       | 36+4       | 4          | 4+2        |                 | 2               | 1               | 0               | 1               |                    | -                  | -                  | -                  | -                  |             | -           | -           | -           | -           | 52     | 41     | 4      | 7      | 78,85      |             |
| 1979                  | IFK Göteborg          | A                     | 26         | 13         | 9          | 4          | CS              | 7               | 6               | 1               | 0               | -                  | -                  | -                  | -                  | -                  | -           | -           | -           | -           | -           | 33     | 19     | 10     | 4      | 57,58      | 2º          |
| 1980                  | IFK Göteborg          | A                     | 26         | 12         | 10         | 4          | CS              | 4               | 3               | 0               | 1               | CdC                | 6                  | 2                  | 2                  | 2                  | -           | -           | -           | -           | -           | 36     | 17     | 12     | 7      | 47,22      | 3º          |
| 1981                  | IFK Göteborg          | A                     | 26         | 15         | 6          | 5          | CS              | 3               | 2               | 0               | 1               | CU                 | 2                  | 1                  | 0                  | 1                  | -           | -           | -           | -           | -           | 31     | 18     | 6      | 7      | 58,06      | 2º          |
| 1982                  | IFK Göteborg          | A                     | 22         | 11         | 7          | 4          | CS              | 6               | 6               | 0               | 0               | CU                 | 12                 | 9                  | 3                  | 0                  | -           | -           | -           | -           | -           | 40     | 26     | 10     | 4      | 65,00      | 1º          |
| Totale IFK Göteborg   | Totale IFK Göteborg   | Totale IFK Göteborg   | 100        | 51         | 32         | 17         |                 | 20              | 17              | 1               | 2               |                    | 20                 | 12                 | 5                  | 3                  |             | -           | -           | -           | -           | 140    | 80     | 38     | 22     | 57,14      |             |
| 1982-1983             | Benfica               | PD                    | 30         | 22         | 7          | 1          | CP              | 7               | 7               | 0               | 0               | CU                 | 12                 | 6                  | 5                  | 1                  | -           | -           | -           | -           | -           | 49     | 35     | 12     | 2      | 71,43      | 1º          |
| 1983-1984             | Benfica               | PD                    | 30         | 24         | 4          | 2          | CP              | 4               | 3               | 0               | 1               | CC                 | 6                  | 3                  | 0                  | 3                  | SP          | 2           | 0           | 1           | 1           | 42     | 30     | 5      | 7      | 71,43      | 1º          |
| 1984-1985             | Roma                  | A                     | 30         | 10         | 14         | 6          | CI              | 7               | 3               | 4               | 0               | CdC                | 6                  | 3                  | 1                  | 2                  | -           | -           | -           | -           | -           | 43     | 16     | 19     | 8      | 37,21      | 7º          |
| 1985-1986             | Roma                  | A                     | 30         | 19         | 3          | 8          | CI              | 12              | 6               | 2               | 4               | -                  | -                  | -                  | -                  | -                  | -           | -           | -           | -           | -           | 42     | 25     | 5      | 12     | 59,52      | 2º          |
| 1986-mag. 1987        | Roma                  | A                     | 28         | 12         | 9          | 7          | CI              | 7               | 3               | 3               | 1               | CdC                | 1                  | 0                  | 0                  | 1                  | -           | -           | -           | -           | -           | 36     | 15     | 12     | 9      | 41,67      | Dimiss.     |
| Totale Roma           | Totale Roma           | Totale Roma           | 88         | 41         | 26         | 21         |                 | 26              | 12              | 9               | 5               |                    | 7                  | 3                  | 1                  | 3                  |             | -           | -           | -           | -           | 121    | 56     | 36     | 29     | 46,28      |             |
| 1987-1988             | Fiorentina            | A                     | 30         | 9          | 10         | 11         | CI              | 7               | 5               | 0               | 2               | -                  | -                  | -                  | -                  | -                  | -           | -           | -           | -           | -           | 37     | 14     | 10     | 13     | 37,84      | 8º          |
| 1988-1989             | Fiorentina            | A                     | 34+1       | 12+1       | 10         | 12         | CI              | 10              | 5               | 2               | 3               | -                  | -                  | -                  | -                  | -                  | -           | -           | -           | -           | -           | 45     | 18     | 12     | 15     | 40,00      | 7º          |
| Totale Fiorentina     | Totale Fiorentina     | Totale Fiorentina     | 64+1       | 21+1       | 20         | 23         |                 | 17              | 10              | 2               | 5               |                    | -                  | -                  | -                  | -                  |             | -           | -           | -           | -           | 82     | 32     | 22     | 28     | 39,02      |             |
| 1989-1990             | Benfica               | PD                    | 34         | 23         | 9          | 2          | CP              | 2               | 1               | 0               | 1               | CC                 | 9                  | 7                  | 0                  | 2                  | SP          | 2           | 2           | 0           | 0           | 47     | 33     | 9      | 5      | 70,21      | 2º          |
| 1990-1991             | Benfica               | PD                    | 38         | 32         | 5          | 1          | CP              | 4               | 3               | 0               | 1               | CU                 | 2                  | 0                  | 0                  | 2                  | -           | -           | -           | -           | -           | 44     | 35     | 5      | 4      | 79,55      | 1º          |
| 1991-1992             | Benfica               | PD                    | 34         | 17         | 12         | 5          | CP              | 6               | 4               | 1               | 1               | CC                 | 10                 | 4                  | 4                  | 2                  | SP          | 2           | 1           | 0           | 1           | 52     | 26     | 17     | 9      | 50,00      | 2º          |
| Totale Benfica        | Totale Benfica        | Totale Benfica        | 166        | 118        | 37         | 11         |                 | 23              | 18              | 1               | 4               |                    | 39                 | 20                 | 9                  | 10                 |             | 6           | 3           | 1           | 2           | 234    | 159    | 48     | 27     | 67,95      |             |
| 1992-1993             | Sampdoria             | A                     | 34         | 12         | 12         | 10         | CI              | 2               | 1               | 0               | 1               | -                  | -                  | -                  | -                  | -                  | -           | -           | -           | -           | -           | 36     | 13     | 12     | 11     | 36,11      | 7º          |
| 1993-1994             | Sampdoria             | A                     | 34         | 18         | 8          | 8          | CI              | 10              | 7               | 3               | 0               | -                  | -                  | -                  | -                  | -                  | -           | -           | -           | -           | -           | 44     | 25     | 11     | 8      | 56,82      | 4º          |
| 1994-1995             | Sampdoria             | A                     | 34         | 13         | 11         | 10         | CI              | 4               | 1               | 1               | 2               | CdC                | 8                  | 3                  | 1                  | 4                  | SI          | 1           | 0           | 0           | 1           | 47     | 17     | 13     | 17     | 36,17      | 8º          |
| 1995-1996             | Sampdoria             | A                     | 34         | 14         | 10         | 10         | CI              | 2               | 1               | 0               | 1               | -                  | -                  | -                  | -                  | -                  | -           | -           | -           | -           | -           | 36     | 15     | 10     | 11     | 41,67      | 8º          |
| 1996-1997             | Sampdoria             | A                     | 34         | 14         | 11         | 9          | CI              | 2               | 0               | 1               | 1               | -                  | -                  | -                  | -                  | -                  | -           | -           | -           | -           | -           | 36     | 14     | 12     | 10     | 38,89      | 6º          |
| Totale Sampdoria      | Totale Sampdoria      | Totale Sampdoria      | 170        | 71         | 52         | 47         |                 | 20              | 10              | 5               | 5               |                    | 8                  | 3                  | 1                  | 4                  |             | 1           | 0           | 0           | 1           | 199    | 84     | 58     | 57     | 42,21      |             |
| 1997-1998             | Lazio                 | A                     | 34         | 16         | 8          | 10         | CI              | 10              | 7               | 1               | 2               | CU                 | 11                 | 7                  | 3                  | 1                  | -           | -           | -           | -           | -           | 55     | 30     | 12     | 13     | 54,55      | 7º          |
| 1998-1999             | Lazio                 | A                     | 34         | 20         | 9          | 5          | CI              | 6               | 4               | 1               | 1               | CdC                | 9                  | 4                  | 5                  | 0                  | SI          | 1           | 1           | 0           | 0           | 50     | 29     | 15     | 6      | 58,00      | 2º          |
| 1999-2000             | Lazio                 | A                     | 34         | 21         | 9          | 4          | CI              | 8               | 4               | 3               | 1               | UCL                | 14                 | 8                  | 4                  | 2                  | SU          | 1           | 1           | 0           | 0           | 57     | 34     | 16     | 7      | 59,65      | 1º          |
| 2000-gen. 2001        | Lazio                 | A                     | 13         | 6          | 3          | 4          | CI              | 4               | 2               | 1               | 1               | UCL                | 8                  | 4                  | 1                  | 3                  | SI          | 1           | 1           | 0           | 0           | 26     | 13     | 5      | 8      | 50,00      | Dimiss.     |
| Totale Lazio          | Totale Lazio          | Totale Lazio          | 115        | 63         | 29         | 23         |                 | 28              | 17              | 6               | 5               |                    | 42                 | 23                 | 13                 | 6                  |             | 3           | 3           | 0           | 0           | 188    | 106    | 48     | 34     | 56,38      |             |
| 2007-2008             | Manchester City       | PL                    | 38         | 15         | 10         | 13         | FACup+CdL       | 3+4             | 1+3             | 1+0             | 1+1             | -                  | -                  | -                  | -                  | -                  | -           | -           | -           | -           | -           | 45     | 19     | 11     | 15     | 42,22      | 9º          |
| ott. 2010-2011        | Leicester City        | FLC                   | 36         | 17         | 8          | 11         | FACup+CdL       | 2+1             | 0+0             | 1+0             | 1+1             | -                  | -                  | -                  | -                  | -                  | -           | -           | -           | -           | -           | 39     | 17     | 9      | 13     | 43,59      | 10º         |
| lug.-ott. 2011        | Leicester City        | FLC                   | 13         | 5          | 4          | 4          | CdL             | 3               | 2               | 0               | 1               | -                  | -                  | -                  | -                  | -                  | -           | -           | -           | -           | -           | 16     | 7      | 4      | 5      | 43,75      | Eson.       |
| Totale Leicester City | Totale Leicester City | Totale Leicester City | 49         | 22         | 12         | 15         |                 | 6               | 2               | 1               | 3               |                    | -                  | -                  | -                  | -                  |             | -           | -           | -           | -           | 55     | 24     | 13     | 18     | 43,64      |             |
| 2013                  | Guangzhou R&F         | CSL                   | 18         | 8          | 4          | 6          | CC              | 1               | 0               | 0               | 1               | -                  | -                  | -                  | -                  | -                  | -           | -           | -           | -           | -           | 19     | 8      | 4      | 7      | 42,11      | Sub. 6º     |
| 2014                  | Guangzhou R&F         | CSL                   | 30         | 17         | 6          | 7          | CC              | 2               | 1               | 0               | 1               | -                  | -                  | -                  | -                  | -                  | -           | -           | -           | -           | -           | 32     | 18     | 6      | 8      | 56,25      | 3º          |
| Totale Guangzhou R&F  | Totale Guangzhou R&F  | Totale Guangzhou R&F  | 48         | 25         | 10         | 13         |                 | 3               | 1               | 0               | 2               |                    | -                  | -                  | -                  | -                  |             | -           | -           | -           | -           | 51     | 26     | 10     | 15     | 50,98      |             |
| 2015                  | Shanghai Haigang      | CSL                   | 30         | 19         | 8          | 3          | CC              | 3               | 2               | 0               | 1               | -                  | -                  | -                  | -                  | -                  | -           | -           | -           | -           | -           | 33     | 21     | 8      | 4      | 63,64      | 2º          |
| 2016                  | Shanghai Haigang      | CSL                   | 30         | 14         | 10         | 6          | CC              | 2               | 1               | 0               | 1               | AFC                | 11                 | 6                  | 1                  | 4                  | -           | -           | -           | -           | -           | 43     | 21     | 11     | 11     | 48,84      | 3º          |
| Totale Shanghai SIPG  | Totale Shanghai SIPG  | Totale Shanghai SIPG  | 60         | 33         | 18         | 9          |                 | 5               | 3               | 0               | 2               |                    | 11                 | 6                  | 1                  | 4                  |             | -           | -           | -           | -           | 76     | 42     | 19     | 15     | 55,26      |             |
| 2017                  | Shenzhen              | CL1                   | 13         | 5          | 5          | 3          | CC              | 2               | 1               | 0               | 1               | -                  | -                  | -                  | -                  | -                  | -           | -           | -           | -           | -           | 15     | 6      | 5      | 4      | 40,00      | Sub., Eson. |
| Totale carriera       | Totale carriera       | Totale carriera       | 962        | 506        | 255        | 201        |                 | 159             | 96              | 26              | 37              |                    | 116                | 61                 | 29                 | 26                 |             | 10          | 6           | 1           | 3           | 1 247  | 669    | 311    | 267    | 53,65      |             |

#### Nazionale inglese
| Squadra     | Naz                    | dal             | al             | Record | Record | Record | Record | Record | Record | Record | Record     |
| Squadra     | Naz                    | dal             | al             | G      | V      | N      | P      | GF     | GS     | DR     | % Vittorie |
| ----------- | ---------------------- | --------------- | -------------- | ------ | ------ | ------ | ------ | ------ | ------ | ------ | ---------- |
| Inghilterra | Inghilterra (bandiera) | 12 gennaio 2001 | 31 luglio 2006 | 67     | 40     | 17     | 10     | 128    | 61     | +67    | 59,70      |

#### Panchine da commissario tecnico della nazionale inglese
| Cronologia completa delle presenze e delle reti in nazionale ― Inghilterra | Cronologia completa delle presenze e delle reti in nazionale ― Inghilterra | Cronologia completa delle presenze e delle reti in nazionale ― Inghilterra | Cronologia completa delle presenze e delle reti in nazionale ― Inghilterra | Cronologia completa delle presenze e delle reti in nazionale ― Inghilterra | Cronologia completa delle presenze e delle reti in nazionale ― Inghilterra | Cronologia completa delle presenze e delle reti in nazionale ― Inghilterra | Cronologia completa delle presenze e delle reti in nazionale ― Inghilterra |
| Data                                                                       | Città                                                                      | In casa                                                                    | Risultato                                                                  | Ospiti                                                                     | Competizione                                                               | Reti                                                                       | Note                                                                       |
| -------------------------------------------------------------------------- | -------------------------------------------------------------------------- | -------------------------------------------------------------------------- | -------------------------------------------------------------------------- | -------------------------------------------------------------------------- | -------------------------------------------------------------------------- | -------------------------------------------------------------------------- | -------------------------------------------------------------------------- |
| 28-2-2001                                                                  | Birmingham                                                                 | Inghilterra                                                                | 3 – 0                                                                      | Spagna                                                                     | Amichevole                                                                 | Nick Barmby Emile Heskey Ugo Ehiogu                                        | Cap: D.Beckham                                                             |
| 24-3-2001                                                                  | Liverpool                                                                  | Inghilterra                                                                | 2 – 1                                                                      | Finlandia                                                                  | Qual. Mondiali 2002                                                        | Michael Owen David Beckham                                                 | Cap: D.Beckham                                                             |
| 28-3-2001                                                                  | Tirana                                                                     | Albania                                                                    | 1 – 3                                                                      | Inghilterra                                                                | Qual. Mondiali 2002                                                        | Michael Owen Paul Scholes Andy Cole                                        | Cap: D.Beckham                                                             |
| 25-5-2001                                                                  | Derby                                                                      | Inghilterra                                                                | 4 – 0                                                                      | Messico                                                                    | Amichevole                                                                 | Paul Scholes Robbie Fowler David Beckham Teddy Sheringham                  |                                                                            |
| 6-6-2001                                                                   | Marousi                                                                    | Grecia                                                                     | 0 – 2                                                                      | Inghilterra                                                                | Qual. Mondiali 2002                                                        | Paul Scholes David Beckham                                                 | Cap: D.Beckham                                                             |
| 15-8-2001                                                                  | Londra                                                                     | Inghilterra                                                                | 0 – 2                                                                      | Paesi Bassi                                                                | Amichevole                                                                 | -                                                                          | Cap: D.Beckham                                                             |
| 1-9-2001                                                                   | Monaco di Baviera                                                          | Germania                                                                   | 1 – 5                                                                      | Inghilterra                                                                | Qual. Mondiali 2002                                                        | 3 Michael Owen Steven Gerrard Emile Heskey                                 | Cap: D.Beckham                                                             |
| 5-9-2001                                                                   | Newcastle upon Tyne                                                        | Inghilterra                                                                | 2 – 0                                                                      | Albania                                                                    | Qual. Mondiali 2002                                                        | Michael Owen Robbie Fowler                                                 | Cap: D.Beckham                                                             |
| 6-10-2001                                                                  | Manchester                                                                 | Inghilterra                                                                | 2 – 2                                                                      | Grecia                                                                     | Qual. Mondiali 2002                                                        | Teddy Sheringham David Beckham                                             | Cap: D.Beckham                                                             |
| 10-11-2001                                                                 | Manchester                                                                 | Inghilterra                                                                | 1 – 1                                                                      | Svezia                                                                     | Amichevole                                                                 | David Beckham (rig.)                                                       | Cap: D.Beckham                                                             |
| 13-2-2002                                                                  | Amsterdam                                                                  | Paesi Bassi                                                                | 1 – 1                                                                      | Inghilterra                                                                | Amichevole                                                                 | Darius Vassell                                                             | Cap: D.Beckham                                                             |
| 27-3-2002                                                                  | Leeds                                                                      | Inghilterra                                                                | 1 – 2                                                                      | Italia                                                                     | Amichevole                                                                 | Robbie Fowler                                                              | Cap: D.Beckham                                                             |
| 17-4-2002                                                                  | Liverpool                                                                  | Inghilterra                                                                | 4 – 0                                                                      | Paraguay                                                                   | Amichevole                                                                 | Michael Owen Danny Murphy Darius Vassell autorete                          | Cap: M.Owen                                                                |
| 21-5-2002                                                                  | Seogwipo                                                                   | Corea del Sud                                                              | 1 – 1                                                                      | Inghilterra                                                                | Amichevole                                                                 | Michael Owen                                                               | Cap: M.Owen                                                                |
| 26-5-2002                                                                  | Kōbe                                                                       | Camerun                                                                    | 2 – 2                                                                      | Inghilterra                                                                | Amichevole                                                                 | Darius Vassell Robbie Fowler                                               | Cap: M.Owen                                                                |
| 2-6-2002                                                                   | Saitama                                                                    | Inghilterra                                                                | 1 – 1                                                                      | Svezia                                                                     | Mondiali 2002 - 1º turno                                                   | Sol Campbell                                                               | Cap: D.Beckham                                                             |
| 7-6-2002                                                                   | Sapporo                                                                    | Argentina                                                                  | 0 – 1                                                                      | Inghilterra                                                                | Mondiali 2002 - 1º turno                                                   | David Beckham (rig.)                                                       | Cap: D.Beckham                                                             |
| 12-6-2002                                                                  | Osaka                                                                      | Inghilterra                                                                | 0 – 0                                                                      | Nigeria                                                                    | Mondiali 2002 - 1º turno                                                   | -                                                                          | Cap: D.Beckham                                                             |
| 15-6-2002                                                                  | Niigata                                                                    | Danimarca                                                                  | 0 – 3                                                                      | Inghilterra                                                                | Mondiali 2002 - Ottavi di finale                                           | Rio Ferdinand Michael Owen Emile Heskey                                    | Cap: D.Beckham                                                             |
| 21-6-2002                                                                  | Fukuroi                                                                    | Brasile                                                                    | 2 – 1                                                                      | Inghilterra                                                                | Mondiali 2002 - Quarti di finale                                           | Michael Owen                                                               | Cap: D.Beckham                                                             |
| 7-9-2002                                                                   | Birmingham                                                                 | Inghilterra                                                                | 1 – 1                                                                      | Portogallo                                                                 | Amichevole                                                                 | Alan Smith                                                                 | Cap: M.Owen                                                                |
| 12-10-2002                                                                 | Bratislava                                                                 | Slovacchia                                                                 | 1 – 2                                                                      | Inghilterra                                                                | Qual. Euro 2004                                                            | David Beckham Michael Owen                                                 | Cap: D.Beckham                                                             |
| 16-10-2002                                                                 | Southampton                                                                | Inghilterra                                                                | 2 – 2                                                                      | Macedonia del Nord                                                         | Qual. Euro 2004                                                            | David Beckham Steven Gerrard                                               | Cap: D.Beckham                                                             |
| 12-2-2003                                                                  | Londra                                                                     | Inghilterra                                                                | 1 – 3                                                                      | Australia                                                                  | Amichevole                                                                 | Francis Jeffers                                                            | Cap: D.Beckham                                                             |
| 29-3-2003                                                                  | Vaduz                                                                      | Liechtenstein                                                              | 0 – 2                                                                      | Inghilterra                                                                | Qual. Euro 2004                                                            | Michael Owen David Beckham                                                 | Cap: D.Beckham                                                             |
| 2-4-2003                                                                   | Sunderland                                                                 | Inghilterra                                                                | 2 – 0                                                                      | Turchia                                                                    | Qual. Euro 2004                                                            | Darius Vassell David Beckham (rig.)                                        | Cap: D.Beckham                                                             |
| 22-5-2003                                                                  | Durban                                                                     | Sudafrica                                                                  | 1 – 2                                                                      | Inghilterra                                                                | Amichevole                                                                 | Gareth Southgate Emile Heskey                                              | Cap: D.Beckham                                                             |
| 3-6-2003                                                                   | Leicester                                                                  | Inghilterra                                                                | 2 – 1                                                                      | Serbia e Montenegro                                                        | Amichevole                                                                 | Steven Gerrard Joe Cole                                                    | Cap: M.Owen                                                                |
| 11-6-2003                                                                  | Middlesbrough                                                              | Inghilterra                                                                | 2 – 1                                                                      | Slovacchia                                                                 | Qual. Euro 2004                                                            | 2 Michael Owen 1 (rig.)                                                    | Cap: M.Owen                                                                |
| 20-8-2003                                                                  | Ipswich                                                                    | Inghilterra                                                                | 3 – 1                                                                      | Croazia                                                                    | Amichevole                                                                 | David Beckham (rig.) Michael Owen Frank Lampard                            | Cap: D.Beckham                                                             |
| 6-9-2003                                                                   | Skopje                                                                     | Macedonia del Nord                                                         | 1 – 2                                                                      | Inghilterra                                                                | Qual. Euro 2004                                                            | Wayne Rooney David Beckham (rig.)                                          | Cap: D.Beckham                                                             |
| 10-9-2003                                                                  | Manchester                                                                 | Inghilterra                                                                | 2 – 0                                                                      | Liechtenstein                                                              | Qual. Euro 2004                                                            | Michael Owen Wayne Rooney                                                  | Cap: D.Beckham                                                             |
| 11-10-2003                                                                 | Istanbul                                                                   | Turchia                                                                    | 0 – 0                                                                      | Inghilterra                                                                | Qual. Euro 2004                                                            | -                                                                          | Cap: D.Beckham                                                             |
| 16-11-2003                                                                 | Manchester                                                                 | Inghilterra                                                                | 2 – 3                                                                      | Danimarca                                                                  | Amichevole                                                                 | Wayne Rooney Joe Cole                                                      | Cap: D.Beckham                                                             |
| 18-2-2004                                                                  | Loulé                                                                      | Portogallo                                                                 | 1 – 1                                                                      | Inghilterra                                                                | Amichevole                                                                 | autorete                                                                   | Cap: D.Beckham                                                             |
| 31-3-2004                                                                  | Göteborg                                                                   | Svezia                                                                     | 1 – 0                                                                      | Inghilterra                                                                | Amichevole                                                                 | -                                                                          | Cap: S.Gerrard                                                             |
| 1-6-2004                                                                   | Manchester                                                                 | Inghilterra                                                                | 1 – 1                                                                      | Giappone                                                                   | FAST                                                                       | Michael Owen                                                               | Cap: D.Beckham                                                             |
| 5-6-2004                                                                   | Manchester                                                                 | Inghilterra                                                                | 6 – 1                                                                      | Islanda                                                                    | FAST                                                                       | Frank Lampard 2 Wayne Rooney 2 Darius Vassell Wayne Bridge                 | Cap: D.Beckham                                                             |
| 13-6-2004                                                                  | Lisbona                                                                    | Inghilterra                                                                | 1 – 2                                                                      | Francia                                                                    | Euro 2004 - 1º turno                                                       | Frank Lampard                                                              | Cap: D.Beckham                                                             |
| 17-6-2004                                                                  | Coimbra                                                                    | Inghilterra                                                                | 3 – 0                                                                      | Svizzera                                                                   | Euro 2004 - 1º turno                                                       | 2 Wayne Rooney Steven Gerrard                                              | Cap: D.Beckham                                                             |
| 21-6-2004                                                                  | Lisbona                                                                    | Croazia                                                                    | 2 – 4                                                                      | Inghilterra                                                                | Euro 2004 - 1º turno                                                       | Paul Scholes 2 Wayne Rooney Frank Lampard                                  | Cap: D.Beckham                                                             |
| 24-6-2004                                                                  | Lisbona                                                                    | Portogallo                                                                 | 2 – 2 dts (6 – 5 dtr)                                                      | Inghilterra                                                                | Euro 2004 - Quarti di finale                                               | Michael Owen Frank Lampard                                                 | Cap: D.Beckham                                                             |
| 18-8-2004                                                                  | Newcastle upon Tyne                                                        | Inghilterra                                                                | 3 – 0                                                                      | Ucraina                                                                    | Amichevole                                                                 | David Beckham (rig.) Michael Owen Shaun Wright-Phillips                    | Cap: D.Beckham                                                             |
| 4-9-2004                                                                   | Vienna                                                                     | Austria                                                                    | 2 – 2                                                                      | Inghilterra                                                                | Qual. Mondiali 2006                                                        | Frank Lampard Steven Gerrard                                               | Cap: D.Beckham                                                             |
| 8-9-2004                                                                   | Chorzów                                                                    | Polonia                                                                    | 1 – 2                                                                      | Inghilterra                                                                | Qual. Mondiali 2006                                                        | Jermain Defoe autorete                                                     | Cap: D.Beckham                                                             |
| 9-10-2004                                                                  | Manchester                                                                 | Inghilterra                                                                | 2 – 0                                                                      | Galles                                                                     | Qual. Mondiali 2006                                                        | Frank Lampard David Beckham                                                | Cap: D.Beckham                                                             |
| 13-10-2004                                                                 | Baku                                                                       | Azerbaigian                                                                | 0 – 1                                                                      | Inghilterra                                                                | Qual. Mondiali 2006                                                        | Michael Owen                                                               | Cap: M.Owen                                                                |
| 17-11-2004                                                                 | Madrid                                                                     | Spagna                                                                     | 1 – 0                                                                      | Inghilterra                                                                | Amichevole                                                                 | -                                                                          | Cap: D.Beckham                                                             |
| 9-2-2005                                                                   | Birmingham                                                                 | Inghilterra                                                                | 0 – 0                                                                      | Paesi Bassi                                                                | Amichevole                                                                 | -                                                                          | Cap: D.Beckham                                                             |
| 26-3-2005                                                                  | Manchester                                                                 | Inghilterra                                                                | 4 – 0                                                                      | Irlanda del Nord                                                           | Qual. Mondiali 2006                                                        | Joe Cole Michael Owen autorete Frank Lampard                               | Cap: D.Beckham                                                             |
| 30-3-2005                                                                  | Newcastle upon Tyne                                                        | Inghilterra                                                                | 2 – 0                                                                      | Azerbaigian                                                                | Qual. Mondiali 2006                                                        | Steven Gerrard David Beckham                                               | Cap: D.Beckham                                                             |
| 28-5-2005                                                                  | Chicago                                                                    | Stati Uniti                                                                | 1 – 2                                                                      | Inghilterra                                                                | Amichevole                                                                 | 2 Kieran Richardson                                                        | Cap: S.Campbell                                                            |
| 31-5-2005                                                                  | East Rutherford                                                            | Colombia                                                                   | 2 – 3                                                                      | Inghilterra                                                                | Amichevole                                                                 | 3 Michael Owen                                                             | Cap: D.Beckham                                                             |
| 17-8-2005                                                                  | Copenaghen                                                                 | Danimarca                                                                  | 4 – 1                                                                      | Inghilterra                                                                | Amichevole                                                                 | Wayne Rooney                                                               | Cap: D.Beckham                                                             |
| 3-9-2005                                                                   | Cardiff                                                                    | Galles                                                                     | 0 – 1                                                                      | Inghilterra                                                                | Qual. Mondiali 2006                                                        | Joe Cole                                                                   | Cap: D.Beckham                                                             |
| 7-9-2005                                                                   | Belfast                                                                    | Irlanda del Nord                                                           | 1 – 0                                                                      | Inghilterra                                                                | Qual. Mondiali 2006                                                        | -                                                                          | Cap: D.Beckham                                                             |
| 8-10-2005                                                                  | Manchester                                                                 | Inghilterra                                                                | 1 – 0                                                                      | Austria                                                                    | Qual. Mondiali 2006                                                        | Frank Lampard (rig.)                                                       | Cap: D.Beckham                                                             |
| 12-10-2005                                                                 | Manchester                                                                 | Inghilterra                                                                | 2 – 1                                                                      | Polonia                                                                    | Qual. Mondiali 2006                                                        | Michael Owen Frank Lampard                                                 | Cap: M.Owen                                                                |
| 12-11-2005                                                                 | Lancy                                                                      | Argentina                                                                  | 2 – 3                                                                      | Inghilterra                                                                | Amichevole                                                                 | Wayne Rooney 2 Michael Owen                                                | Cap: D.Beckham                                                             |
| 1-3-2006                                                                   | Liverpool                                                                  | Inghilterra                                                                | 2 – 1                                                                      | Uruguay                                                                    | Amichevole                                                                 | Peter Crouch Joe Cole                                                      | Cap: D.Beckham                                                             |
| 30-5-2006                                                                  | Manchester                                                                 | Inghilterra                                                                | 3 – 1                                                                      | Ungheria                                                                   | Amichevole                                                                 | Steven Gerrard John Terry Peter Crouch                                     | Cap: D.Beckham                                                             |
| 3-6-2006                                                                   | Manchester                                                                 | Inghilterra                                                                | 6 – 0                                                                      | Giamaica                                                                   | Amichevole                                                                 | 3 Peter Crouch Frank Lampard autorete Michael Owen                         | Cap: D.Beckham                                                             |
| 10-6-2006                                                                  | Francoforte sul Meno                                                       | Paraguay                                                                   | 0 – 1                                                                      | Inghilterra                                                                | Mondiali 2006 - 1º turno                                                   | autorete                                                                   | Cap: D.Beckham                                                             |
| 15-6-2006                                                                  | Norimberga                                                                 | Trinidad e Tobago                                                          | 0 – 2                                                                      | Inghilterra                                                                | Mondiali 2006 - 1º turno                                                   | Peter Crouch Steven Gerrard                                                | Cap: D.Beckham                                                             |
| 20-6-2006                                                                  | Colonia                                                                    | Svezia                                                                     | 2 – 2                                                                      | Inghilterra                                                                | Mondiali 2006 - 1º turno                                                   | Joe Cole Steven Gerrard                                                    | Cap: D.Beckham                                                             |
| 25-6-2006                                                                  | Stoccarda                                                                  | Ecuador                                                                    | 0 – 1                                                                      | Inghilterra                                                                | Mondiali 2006 - Ottavi di finale                                           | David Beckham                                                              | Cap: D.Beckham                                                             |
| 1-7-2006                                                                   | Gelsenkirchen                                                              | Inghilterra                                                                | 0 – 0 dts (1 – 3 dtr)                                                      | Portogallo                                                                 | Mondiali 2006 - Quarti di finale                                           | -                                                                          | Cap: D.Beckham                                                             |
| Totale                                                                     |                                                                            | Presenze                                                                   | 67                                                                         |                                                                            | Reti                                                                       | 128                                                                        |                                                                            |

#### Nazionale messicana
| Squadra | Naz                | dal            | al            | Record | Record | Record | Record | Record | Record | Record | Record     |
| Squadra | Naz                | dal            | al            | G      | V      | N      | P      | GF     | GS     | DR     | % Vittorie |
| ------- | ------------------ | -------------- | ------------- | ------ | ------ | ------ | ------ | ------ | ------ | ------ | ---------- |
| Messico | Messico (bandiera) | 20 agosto 2008 | 2 aprile 2009 | 13     | 6      | 1      | 6      | 19     | 15     | +4     | 46,15      |

#### Panchine da commissario tecnico della nazionale messicana
| Cronologia completa delle presenze e delle reti in nazionale ― Messico | Cronologia completa delle presenze e delle reti in nazionale ― Messico | Cronologia completa delle presenze e delle reti in nazionale ― Messico | Cronologia completa delle presenze e delle reti in nazionale ― Messico | Cronologia completa delle presenze e delle reti in nazionale ― Messico | Cronologia completa delle presenze e delle reti in nazionale ― Messico | Cronologia completa delle presenze e delle reti in nazionale ― Messico   | Cronologia completa delle presenze e delle reti in nazionale ― Messico |
| Data                                                                   | Città                                                                  | In casa                                                                | Risultato                                                              | Ospiti                                                                 | Competizione                                                           | Reti                                                                     | Note                                                                   |
| ---------------------------------------------------------------------- | ---------------------------------------------------------------------- | ---------------------------------------------------------------------- | ---------------------------------------------------------------------- | ---------------------------------------------------------------------- | ---------------------------------------------------------------------- | ------------------------------------------------------------------------ | ---------------------------------------------------------------------- |
| 21-8-2008                                                              | Città del Messico                                                      | Messico                                                                | 2 – 1                                                                  | Honduras                                                               | Qual. Mondiali 2010                                                    | 2 Pável Pardo                                                            | Cap: R.Marquez                                                         |
| 7-9-2008                                                               | Città del Messico                                                      | Messico                                                                | 3 – 0                                                                  | Giamaica                                                               | Qual. Mondiali 2010                                                    | Andrés Guardado Fernando Arce Jonny Magallón                             | Cap: R.Marquez                                                         |
| 11-9-2008                                                              | Tuxtla Gutiérrez                                                       | Messico                                                                | 2 – 1                                                                  | Canada                                                                 | Qual. Mondiali 2010                                                    | Omar Bravo Rafael Márquez                                                | Cap: R.Marquez                                                         |
| 24-9-2008                                                              | Los Angeles                                                            | Messico                                                                | 0 – 1                                                                  | Cile                                                                   | Amichevole                                                             | -                                                                        | Cap: L.Perez                                                           |
| 11-10-2008                                                             | Kingston                                                               | Giamaica                                                               | 1 – 0                                                                  | Messico                                                                | Qual. Mondiali 2010                                                    | -                                                                        | Cap: R.Marquez                                                         |
| 16-10-2008                                                             | Edmonton                                                               | Canada                                                                 | 2 – 2                                                                  | Messico                                                                | Qual. Mondiali 2010                                                    | Carlos Salcido Matías Vuoso                                              | Cap: O.Sanchez                                                         |
| 13-11-2008                                                             | Città del Messico                                                      | Messico                                                                | 2 – 1                                                                  | Ecuador                                                                | Amichevole                                                             | Leobardo López Matías Vuoso                                              |                                                                        |
| 20-11-2008                                                             | San Pedro Sula                                                         | Honduras                                                               | 1 – 0                                                                  | Messico                                                                | Qual. Mondiali 2010                                                    | -                                                                        | Cap: R.Marquez                                                         |
| 29-1-2009                                                              | San Francisco                                                          | Messico                                                                | 0 – 1                                                                  | Svezia                                                                 | Amichevole                                                             | -                                                                        | Cap: O.Sanchez                                                         |
| 12-2-2009                                                              | Columbus                                                               | Stati Uniti                                                            | 2 – 0                                                                  | Messico                                                                | Qual. Mondiali 2010                                                    | -                                                                        | Cap: R.Marquez                                                         |
| 12-3-2009                                                              | Colorado                                                               | Messico                                                                | 5 – 1                                                                  | Bolivia                                                                | Amichevole                                                             | 2 Matías Vuoso Leandro Augusto Sergio Santana (rig.) José María Cárdenas |                                                                        |
| 29-3-2009                                                              | Città del Messico                                                      | Messico                                                                | 2 – 0                                                                  | Costa Rica                                                             | Qual. Mondiali 2010                                                    | Omar Bravo Pável Pardo (rig.)                                            |                                                                        |
| 2-4-2009                                                               | San Pedro Sula                                                         | Honduras                                                               | 3 – 1                                                                  | Messico                                                                | Qual. Mondiali 2010                                                    | Nery Castillo (rig.)                                                     |                                                                        |
| Totale                                                                 |                                                                        | Presenze                                                               | 13                                                                     |                                                                        | Reti                                                                   | 19                                                                       |                                                                        |

#### Nazionale ivoriana
| Squadra        | Naz                       | dal           | al            | Record | Record | Record | Record | Record | Record | Record | Record     |
| Squadra        | Naz                       | dal           | al            | G      | V      | N      | P      | GF     | GS     | DR     | % Vittorie |
| -------------- | ------------------------- | ------------- | ------------- | ------ | ------ | ------ | ------ | ------ | ------ | ------ | ---------- |
| Costa d'Avorio | Costa d'Avorio (bandiera) | 29 marzo 2010 | 3 agosto 2010 | 5      | 2      | 2      | 1      | 8      | 5      | +3     | 40,00      |

#### Panchine da commissario tecnico della nazionale ivoriana
| Cronologia completa delle presenze e delle reti in nazionale ― Costa d'Avorio | Cronologia completa delle presenze e delle reti in nazionale ― Costa d'Avorio | Cronologia completa delle presenze e delle reti in nazionale ― Costa d'Avorio | Cronologia completa delle presenze e delle reti in nazionale ― Costa d'Avorio | Cronologia completa delle presenze e delle reti in nazionale ― Costa d'Avorio | Cronologia completa delle presenze e delle reti in nazionale ― Costa d'Avorio | Cronologia completa delle presenze e delle reti in nazionale ― Costa d'Avorio | Cronologia completa delle presenze e delle reti in nazionale ― Costa d'Avorio |
| Data                                                                          | Città                                                                         | In casa                                                                       | Risultato                                                                     | Ospiti                                                                        | Competizione                                                                  | Reti                                                                          | Note                                                                          |
| ----------------------------------------------------------------------------- | ----------------------------------------------------------------------------- | ----------------------------------------------------------------------------- | ----------------------------------------------------------------------------- | ----------------------------------------------------------------------------- | ----------------------------------------------------------------------------- | ----------------------------------------------------------------------------- | ----------------------------------------------------------------------------- |
| 30-5-2010                                                                     | Asunción                                                                      | Paraguay                                                                      | 2 – 2                                                                         | Costa d'Avorio                                                                | Amichevole                                                                    | Didier Drogba Souleymane Bamba                                                | Cap: D.Drogba                                                                 |
| 4-6-2010                                                                      | Sion                                                                          | Costa d'Avorio                                                                | 2 – 0                                                                         | Giappone                                                                      | Amichevole                                                                    | autorete Kolo Touré                                                           | Cap: D.Drogba                                                                 |
| 16-6-2010                                                                     | Port Elizabeth                                                                | Costa d'Avorio                                                                | 0 – 0                                                                         | Portogallo                                                                    | Mondiali 2010 - 1º turno                                                      | -                                                                             | Cap: K.Touré                                                                  |
| 20-6-2010                                                                     | Johannesburg                                                                  | Brasile                                                                       | 3 – 1                                                                         | Costa d'Avorio                                                                | Mondiali 2010 - 1º turno                                                      | Didier Drogba                                                                 | Cap: D.Drogba                                                                 |
| 25-6-2010                                                                     | Città del Capo                                                                | Corea del Nord                                                                | 0 – 3                                                                         | Costa d'Avorio                                                                | Mondiali 2010 - 1º turno                                                      | Yaya Touré Romaric Salomon Kalou                                              | Cap: D.Drogba                                                                 |
| Totale                                                                        |                                                                               | Presenze                                                                      | 5                                                                             |                                                                               | Reti                                                                          | 8                                                                             |                                                                               |

#### Nazionale filippina
| Squadra   | Naz                  | dal             | al              | Record | Record | Record | Record | Record | Record | Record | Record     |
| Squadra   | Naz                  | dal             | al              | G      | V      | N      | P      | GF     | GS     | DR     | % Vittorie |
| --------- | -------------------- | --------------- | --------------- | ------ | ------ | ------ | ------ | ------ | ------ | ------ | ---------- |
| Filippine | Filippine (bandiera) | 27 ottobre 2018 | 25 gennaio 2019 | 9      | 2      | 2      | 5      | 8      | 14     | −6     | 22,22      |

#### Panchine da commissario tecnico della nazionale filippina
| Cronologia completa delle presenze e delle reti in nazionale ― Filippine | Cronologia completa delle presenze e delle reti in nazionale ― Filippine | Cronologia completa delle presenze e delle reti in nazionale ― Filippine | Cronologia completa delle presenze e delle reti in nazionale ― Filippine | Cronologia completa delle presenze e delle reti in nazionale ― Filippine | Cronologia completa delle presenze e delle reti in nazionale ― Filippine | Cronologia completa delle presenze e delle reti in nazionale ― Filippine | Cronologia completa delle presenze e delle reti in nazionale ― Filippine |
| Data                                                                     | Città                                                                    | In casa                                                                  | Risultato                                                                | Ospiti                                                                   | Competizione                                                             | Reti                                                                     | Note                                                                     |
| ------------------------------------------------------------------------ | ------------------------------------------------------------------------ | ------------------------------------------------------------------------ | ------------------------------------------------------------------------ | ------------------------------------------------------------------------ | ------------------------------------------------------------------------ | ------------------------------------------------------------------------ | ------------------------------------------------------------------------ |
| 13-11-2018                                                               | Bacolod                                                                  | Filippine                                                                | 1 – 0                                                                    | Singapore                                                                | AFF Cup 2018 - 1º turno                                                  | Patrick Reichelt                                                         | Cap: P.Younghusband                                                      |
| 17-11-2018                                                               | Bacolod                                                                  | Timor Est                                                                | 2 – 3                                                                    | Filippine                                                                | AFF Cup 2018 - 1º turno                                                  | Philip Younghusband Martin Steuble Carli de Murga                        | Cap: P.Younghusband                                                      |
| 21-11-2018                                                               | Bacolod                                                                  | Filippine                                                                | 1 – 1                                                                    | Thailandia                                                               | AFF Cup 2018 - 1º turno                                                  | Jovin Bedic                                                              | Cap: P.Younghusband                                                      |
| 25-11-2018                                                               | Jakarta                                                                  | Indonesia                                                                | 0 – 0                                                                    | Filippine                                                                | AFF Cup 2018 - 1º turno                                                  | -                                                                        | Cap: P.Younghusband                                                      |
| 2-12-2018                                                                | Bacolod                                                                  | Filippine                                                                | 1 – 2                                                                    | Vietnam                                                                  | AFF Cup 2018 - Semifinale                                                | Patrick Reichelt                                                         | Cap: P.Younghusband                                                      |
| 6-12-2018                                                                | Hanoi                                                                    | Vietnam                                                                  | 2 – 1                                                                    | Filippine                                                                | AFF Cup 2018 - Semifinale                                                | James Younghusband                                                       | Cap: P.Younghusband                                                      |
| 7-1-2019                                                                 | Dubai                                                                    | Corea del Sud                                                            | 1 – 0                                                                    | Filippine                                                                | Coppa d'Asia 2019 - 1º turno                                             | -                                                                        | Cap: S.Schröck                                                           |
| 11-1-2019                                                                | Abu Dhabi                                                                | Filippine                                                                | 0 – 3                                                                    | Cina                                                                     | Coppa d'Asia 2019 - 1º turno                                             | -                                                                        | Cap: S.Schröck                                                           |
| 16-1-2019                                                                | Dubai                                                                    | Kirghizistan                                                             | 3 – 1                                                                    | Filippine                                                                | Coppa d'Asia 2019 - 1º turno                                             | Stephan Schröck                                                          | Cap: S.Schröck                                                           |
| Totale                                                                   |                                                                          | Presenze                                                                 | 9                                                                        |                                                                          | Reti                                                                     | 8                                                                        |                                                                          |

## Palmarès

### Allenatore

#### Club

##### Competizioni nazionali
- Division 3: 1

Degerfors: 1978
- Coppa di Svezia: 2

IFK Göteborg: 1979, 1982
- Campionato svedese: 1

IFK Göteborg: 1982
- Campionato portoghese: 3

Benfica: 1982-1983, 1983-1984, 1990-1991
- Coppa del Portogallo: 1

Benfica: 1982-1983
- Supercoppa di Portogallo: 1

Benfica: 1989
- Campionato italiano: 1

Lazio: 1999-2000
- Coppa Italia: 4

Roma: 1985-1986 (D.T.)
Sampdoria: 1993-1994 (D.T.)
Lazio: 1997-1998, 1999-2000
- Supercoppa italiana: 2

Lazio: 1998, 2000

##### Competizioni internazionali
- Coppa UEFA: 1

IFK Göteborg: 1981-1982
- Coppa delle Coppe: 1

Lazio: 1998-1999
- Supercoppa UEFA: 1

Lazio: 1999

#### Individuale
- Timone d'Oro: 1

1995
- Trofeo Maestrelli: 1

1999
- Oscar del calcio AIC: 1

Migliore allenatore: 2000